# ヒズマジェスティ
ヒズマジェスティ（His Majesty、1968年 - 1995年）は、アメリカ合衆国で生産・調教された競走馬、および種牡馬。主に種牡馬として成功し、1982年の北アメリカリーディングサイアーとなった。全兄にグロースタークがいる。

## 経歴
父はイタリアの名馬リボー、母はデラウェアハンデキャップなどに勝ったフラワーボウルである。半姉にボウルオブフラワーズ（アメリカ殿堂馬）、全兄にグロースターク（バハマズステークス勝ちなど）がいるかなりの良血であった。
競走馬としては22戦して5勝、ステークス競走勝ちはエヴァーグレイズステークスのみに終わり、あまり活躍したとは言い難い成績でしかなかった。
しかし、ヒズマジェスティは種牡馬入り後に現役時代を遥かにしのぐ成功を収めた。初年度からジャージーダービー（当時G1）勝ち馬コーモラントを出し、1979年にマンノウォーステークス連覇のマジェスティーズプリンス、1987年にはエクリプス賞最優秀芝牡馬として選ばれたタイトスポットなど活躍馬を次々と輩出した。これらの活躍により、1982年には北アメリカリーディングサイアーの座を得ている。
また、ヒズマジェスティは後継の種牡馬にも恵まれた。初年度産駒のコーモラントはケンタッキーダービー馬ゴーフォージンなどを出し、プレザントコロニーもまたプレザントタップをはじめとした多数の産駒が重賞勝ちを収めてその系譜を伸ばしていった。現在もその父系は残っており、ジャパンカップで優勝した日本調教馬タップダンスシチーもこの系統の出身である。なお、一部の産駒は日本に種牡馬として輸入されていったが、あまり成功していない。
1995年9月14日、ダービーダンファームにて安楽死処置が施され、27歳で永眠した。

## 血統表
| ヒズマジェスティの血統（リボー系／Tracery 4x5=9.38%） | ヒズマジェスティの血統（リボー系／Tracery 4x5=9.38%） | ヒズマジェスティの血統（リボー系／Tracery 4x5=9.38%） | （血統表の出典）  | （血統表の出典）  |
| 父 Ribot 1952 鹿毛 イタリア                           | 父の父Tenerani 1944 鹿毛 イタリア                     | Bellini                                               | Cavaliere Darpino | Cavaliere Darpino |
| 父 Ribot 1952 鹿毛 イタリア                           | 父の父Tenerani 1944 鹿毛 イタリア                     | Bellini                                               | Bella Minna       |                   |
| 父 Ribot 1952 鹿毛 イタリア                           | 父の父Tenerani 1944 鹿毛 イタリア                     | Tofanella                                             | Apelle            | Apelle            |
| 父 Ribot 1952 鹿毛 イタリア                           | 父の父Tenerani 1944 鹿毛 イタリア                     | Tofanella                                             | Try Try Again     |                   |
| 父 Ribot 1952 鹿毛 イタリア                           | 父の母Romanella 1943 栗毛 イタリア                    | El Greco                                              | Pharos            | Pharos            |
| 父 Ribot 1952 鹿毛 イタリア                           | 父の母Romanella 1943 栗毛 イタリア                    | El Greco                                              | Gay Gamp          |                   |
| 父 Ribot 1952 鹿毛 イタリア                           | 父の母Romanella 1943 栗毛 イタリア                    | Barbara Burrini                                       | Papyrus           | Papyrus           |
| 父 Ribot 1952 鹿毛 イタリア                           | 父の母Romanella 1943 栗毛 イタリア                    | Barbara Burrini                                       | Bucolic           |                   |
| 母 Flower Bowl 1952 鹿毛 アメリカ                     | 母の父Alibhai 1938 栗毛 イギリス                      | Hyperion                                              | Gainsborough      | Gainsborough      |
| 母 Flower Bowl 1952 鹿毛 アメリカ                     | 母の父Alibhai 1938 栗毛 イギリス                      | Hyperion                                              | Selene            |                   |
| 母 Flower Bowl 1952 鹿毛 アメリカ                     | 母の父Alibhai 1938 栗毛 イギリス                      | Teresina                                              | Tracery           | Tracery           |
| 母 Flower Bowl 1952 鹿毛 アメリカ                     | 母の父Alibhai 1938 栗毛 イギリス                      | Teresina                                              | Blue Tit          |                   |
| 母 Flower Bowl 1952 鹿毛 アメリカ                     | 母の母Flower Bed 1946 鹿毛 アメリカ                   | Beau Pere                                             | Son-in-Law        | Son-in-Law        |
| 母 Flower Bowl 1952 鹿毛 アメリカ                     | 母の母Flower Bed 1946 鹿毛 アメリカ                   | Beau Pere                                             | Cinna             |                   |
| 母 Flower Bowl 1952 鹿毛 アメリカ                     | 母の母Flower Bed 1946 鹿毛 アメリカ                   | Boudoir                                               | Mahmoud           | Mahmoud           |
| 母 Flower Bowl 1952 鹿毛 アメリカ                     | 母の母Flower Bed 1946 鹿毛 アメリカ                   | Boudoir                                               | Kampala F-No.4-d  |                   |